# Nephrotoma smithersiana
Nephrotoma smithersiana är en tvåvingeart som beskrevs av Alexander 1959. Nephrotoma smithersiana ingår i släktet Nephrotoma och familjen storharkrankar. Inga underarter finns listade i Catalogue of Life.